# Плавання на літніх Олімпійських іграх 1908
Змагання з плавання на літніх Олімпійських іграх 1908 в Лондоні тривали з 13 до 25 липня 1908 року на стадіоні Вайт-Сіті. Розіграно 6 комплектів нагород: всі серед чоловіків. До цих Олімпійських ігор уперше побудовано спеціальний стометровий басейн (всередині легкоатлетичного овалу головного стадіону). Змагання на попередніх олімпійських іграх відбувалися на відкритій воді (1896 рік: Середземне море, 1900 рік: ріка Сена, 1904 рік: штучне озеро).

## Таблиця медалей
| Місце               | Країна                | Золото | Срібло | Бронза | Загалом |
| ------------------- | --------------------- | ------ | ------ | ------ | ------- |
| 1                   | Велика Британія (GBR) | 4      | 2      | 1      | 7       |
| 2                   | США (USA)             | 1      | 0      | 1      | 2       |
| 3                   | Німеччина (GER)       | 1      | 0      | 0      | 1       |
| 4                   | Угорщина (HUN)        | 0      | 2      | 0      | 2       |
| 5                   | Австралазія (ANZ)     | 0      | 1      | 1      | 2       |
| 6                   | Данія (DEN)           | 0      | 1      | 0      | 1       |
| 7                   | Швеція (SWE)          | 0      | 0      | 2      | 2       |
| 8                   | Австрія (AUT)         | 0      | 0      | 1      | 1       |
| Загалом (8 збірних) | Загалом (8 збірних)   | 6      | 6      | 6      | 18      |

## Медальний залік
| Дисципліни                      | Золото                                                                        | Срібло                                                             | Бронза                                                    |
| ------------------------------- | ----------------------------------------------------------------------------- | ------------------------------------------------------------------ | --------------------------------------------------------- |
| 100 м вільним стилем            | Чарлз Деніелс (USA)                                                           | Золтан Халмаі (HUN)                                                | Гаральд Юлін (SWE)                                        |
| 400 м вільним стилем            | Генрі Тейлор (GBR)                                                            | Френк Борепер (ANZ)                                                | Отто Шефф (AUT)                                           |
| 1500 м вільним стилем           | Генрі Тейлор (GBR)                                                            | Томас Баттерсбі (GBR)                                              | Френк Борепер (ANZ)                                       |
| 100 м на спині                  | Арно Біберштайн (GER)                                                         | Людвіґ Дам (DEN)                                                   | Герберт Гереснейп (GBR)                                   |
| 200 м брасом                    | Фредерік Голмен (GBR)                                                         | Вільям Робінсон (GBR)                                              | Понтус Гансон (SWE)                                       |
| Естафета 4×200 м вільним стилем | Велика Британія (GBR) Джон Дербішир Пол Радмілович Вільям Фостер Генрі Тейлор | Угорщина (HUN) Йожеф Мунк Імре Захар Бела Лаш-Торреш Золтан Халмаі | США (USA) Гаррі Гебнер Лео Ґудвін Чарлз Деніелс Леслі Річ |

## Країни-учасниці
Змагалися 100 плавців з 14-ти країн:
- Австралазія  (5)
- Австрія  (1)
- Бельгія  (7)
- Канада  (1)
- Данія  (5)
- Фінляндія  (3)
- Франція  (4)
- Німеччина  (5)
- Велика Британія  (28)
- Угорщина  (10)
- Італія  (4)
- Нідерланди  (7)
- Швеція  (12)
- США  (8)